# Colosó
Colosó è un comune della Colombia facente parte del dipartimento di Sucre.
L'abitato venne originariamente fondato da Onné Colosó e venne assoggettato alla dominazione spagnola da Diego Pérez nel 1771.